# Top Gun: Maverick
Top Gun: Maverick – amerykański film akcji z 2022 roku. Za jego reżyserię odpowiada Joseph Kosinski, a scenariusz napisali Ehren Kruger, Eric Warren Singer i Christopher McQuarrie, inspirując się powieścią Petera Craiga i Justina Marksa. Jest to sequel filmu Top Gun, opublikowanego 36 lat wcześniej, w 1986 roku. W roli głównej wystąpił Tom Cruise jako komandor Pete „Maverick” Mitchell, który powtórzył swoją rolę z poprzedniej części, a obok niego w filmie wystąpili także Miles Teller, Jennifer Connelly, Jon Hamm, Glen Powell, Monica Barbaro, Lewis Pullman, a także Ed Harris oraz Val Kilmer.
Akcja filmu rozgrywa się 30 lat po wydarzeniach z Top Gun. Maverick wraca do szkoły lotniczej Top Gun, gdzie musi zmierzyć się ze swoją przeszłością, szkoląc grupę młodych pilotów, wśród których jest syn jego najlepszego przyjaciela, porucznika Nicka „Goose’a” Bradshawa, który zginął w jednej z misji.
W 2010 roku wytwórnia Paramount Pictures ogłosiła prace nad sequelem filmu Top Gun. Cruise i Kilmer zostali poproszeni o powrót do swoich ról, a producent Jerry Bruckheimer i reżyser Tony Scott na swoje stanowiska. W połowie 2012 roku gotowy był już szkic scenariusza, jednak Scott popełnił samobójstwo, a prace nad filmem zostały wstrzymane. W czerwcu 2017 roku zatrudniono Kosińskiego i opracowano nowy scenariusz. Zdjęcia główne odbywały się od maja 2018 roku do kwietnia 2019 roku w Kalifornii, Waszyngtonie i Maryland. Film został nakręcony przy użyciu pełnoklatkowych kamer 6K z certyfikatem IMAX. Premiera filmu, początkowo zaplanowana na 12 lipca 2019 roku, została opóźniona najpierw z powodu kręcenia kilku skomplikowanych sekwencji akcji, a następnie z powodu pandemii COVID-19 i niedogodnych harmonogramów.
Top Gun: Maverick miał swoją premierę podczas CinemaCon 28 kwietnia 2022 roku, a do kin w Stanach Zjednoczonych trafił 27 maja 2022 roku. Tego samego dnia film zadebiutował w Wielkiej Brytanii oraz Polsce. Po premierze kinowej produkcja zostanie również wydana na platformie Paramount+. Film otrzymał pozytywne recenzje od krytyków, a wielu recenzentów uznało go za lepszy od poprzednika. Pobił także kilka rekordów kasowych po premierze, a na całym świecie zarobił ponad 1,4 miliarda dolarów, co uczyniło go najbardziej dochodowym filmem 2022 roku (w styczniu 2023 stracił ten tytuł na rzecz filmu Avatar: Istota wody) i w karierze Cruise’a. Stał się też drugim filmem (po Spider-Man: Bez drogi do domu) wydanym w czasie pandemii COVID-19, który przekroczył tę barierę. Produkcja otrzymała sześć nominacji do Oscara (m.in. za „najlepszy film” i „najlepszy scenariusz adaptowany”), zwyciężając w kategorii „najlepszy dźwięk”. W styczniu 2024 ujawniono, że kolejna część jest w produkcji.

## Streszczenie fabuły
Ponad 30 lat po ukończeniu szkoły lotniczej Top Gun, komandor Pete „Maverick” Mitchell służy jako pilot oblatywacz. Pomimo zdobycia wielu wyróżnień i pochwał, powtarzająca się niesubordynacja sprawiła, że nie otrzymał awansu na stopień admiralski. Jego przyjaciel i dawny rywal ze szkoły Top Gun, admirał Tom „Iceman” Kazansky, jest dowódcą amerykańskiej Floty Pacyfiku i chroni Mavericka przed uziemieniem. Wiceadmirał Chester „Hammer” Cain odwołuje program scramjetów Mavericka o nazwie „Darkstar” na rzecz finansowania dronów. Przed wydaniem oficjalnej decyzji przez Hammera, Maverickowi udaje się rozpędzić maszynę do prędkości Mach 10, osiągając cel programu. Prototyp zostaje jednak zniszczony, gdy Maverick próbuje lecieć szybciej. Iceman ponownie ratuje karierę Mavericka, wysyłając go do Naval Air Station North Island.
Marynarka ma za zadanie zniszczyć niesankcjonowany zakład wzbogacania uranu, umiejscowiony w głębokiej depresji na końcu kanionu we wrogim państwie. Bronią go działa przeciwlotnicze, zakłócacze GPS oraz myśliwce piątej generacji. Maverick obmyśla plan ataku przy użyciu dwóch par myśliwców F-18. Dowiaduje się, że jego zadaniem jest wyszkolenie elitarnej grupy absolwentów Top Gun, zebranych przez admirała floty Beau „Cyclone” Simpsona.
Maverick próbuje zdobyć szacunek swoich podopiecznych. Kapitanowie Jake „Hangman” Seresin i Bradley „Rooster” Bradshaw – syn zmarłego przyjaciela Mavericka, porucznika Nicka „Goose’a” Bradshawa – ścierają się. Roosterowi nie podoba się swobodna postawa Hangmana, natomiast Hangman krytykuje zbyt ostrożne latanie Roostera. Maverick zaczyna spotykać się ze swoją byłą dziewczyną, Penny Benjamin, której ujawnia, że tuż przed śmiercią matka Roostera kazała mu obiecać, że nie pozwoli Roosterowi zostać pilotem. Bradley, nie wiedząc o obietnicy, dzieli urazę do Mavericka za utrudnianie jego kariery wojskowej i obwinia go za śmierć ojca. Maverick nie chce dalej ingerować w karierę Roostera, ale alternatywą jest wysłanie go na niezwykle niebezpieczną misję. O swoich wątpliwościach opowiada Icemanowi, chorującemu na raka gardła. Przed śmiercią Iceman radzi mu, że „czas odpuścić” i zapewnia go, że „Marynarka potrzebuje Mavericka”.
Po śmierci Icemana Maverick nie ma już protektora, więc Cyclone usuwa go ze stanowiska instruktora po tym, jak doprowadził do zniszczenia F-18. Cyclone zmienia parametry misji, sprawiając, że jest ona łatwiejsza do wykonania, lecz ucieczka staje się o wiele trudniejsza. Podczas przemowy Cyclone’a Maverick wykonuje nieautoryzowany lot przez trasę szkoleniową z preferowanymi przez siebie parametrami, udowadniając, że misja jest wykonalna. Cyclone ostatecznie niechętnie mianuje Mavericka liderem zespołu.
Drugim myśliwcem z pary dowodzonej przez Mavericka lecą kapitan Natasha „Phoenix” Trace i kapitan Robert „Bob” Floyd, natomiast drugą parą dowodzi Rooster, a wraz z nim lecą kapitan Reuben „Payback” Fitch i kapitan Mickey „Fanboy” Garcia. Podczas gdy cztery odrzutowce zbliżają się do celu, pociski Tomahawk wystrzelone przez amerykański krążownik niszczą bazę lotniczą wroga. Zespołowi udaje się zniszczyć zakład wzbogacania uranu, lecz amerykańscy piloci zostają zaatakowani podczas powrotu. Maverick poświęca swój odrzutowiec, aby chronić Roostera. Cyclone, przekonany, iż Maverick został zabity, zarządza powrót do bazy. Rooster jednak wraca, aby uratować Mavericka. Jego myśliwiec również zostaje zniszczony, lecz udaje mu się znaleźć Mavericka. Obaj piloci kradną myśliwiec F-14 ze zniszczonej bazy lotniczej wroga. Podczas ucieczki niszczą dwa odrzutowce Su-57, a trzeciego strąca Hangman, który przybywa na ratunek. Następnie wracają bezpiecznie do bazy.
Rooster pomaga następnie Maverickowi przy pracy nad jego samolotem P-51 Mustang. Podziwia także zdjęcie z ich misji, przypięte obok zdjęcia swojego zmarłego ojca i młodego Mavericka, a Penny i Maverick odlatują Mustangiem.

## Obsada
- Tom Cruise jako kmdr pil. Pete „Maverick” Mitchell, pilot i instruktor lotniczy, szkolący grupę najlepszych absolwentów Top Gun do specjalistycznej misji[12].
- Miles Teller jako kpt. mar. pil. Bradley „Rooster” Bradshaw, pilot w grupie szkolącej się do misji. Jest synem najlepszego przyjaciela Mavericka, por. mar. Nicka „Goose’a” Bradshawa, który zginął w jednej z misji[13].
- Jennifer Connelly jako Penelope „Penny” Benjamin, ukochana Mavericka, która jest samotną matką, właścicielką baru i córką byłego admirała[14].
- Jon Hamm jako adm. fl. Beau „Cyclone” Simpson, dowódca Sił Powietrznych Marynarki Wojennej[15].
- Glen Powell jako kpt. mar. pil. Jake „Hangman” Seresin, pilot i kandydat do misji[16].
- Monica Barbaro jako kpt. mar. pil. Natasha „Phoenix” Trace, pilot i kandydatka do misji[17].
- Lewis Pullman jako kpt. mar. pil. Robert „Bob” Floyd, pilot i kandydat do misji[18].
- Ed Harris jako wiceadm. Chester „Hammer” Cain, przełożony Mavericka i szef programu Darkstar[19].
- Val Kilmer jako adm. pil. Tom „Iceman” Kazansky, dowódca amerykańskiej Floty Pacyfiku, dawny rywal i bliski przyjaciel Mavericka, przez lata pomagający mu utrzymać się w marynarce wojennej[20].

Ponadto w filmie wystąpili: Charles Parnell jako wiceadm. Solomon „Warlock” Bates, Jay Ellis jako kpt. mar. pil. Reuben „Payback” Fitch, Danny Ramirez jako kpt. mar. pil. Mickey „Fanboy” Garcia, Greg Tarzan Davis jako kpt. mar. pil. Javy „Coyote” Machado, Bashir Salahuddin jako Bernie „Hondo” Coleman, Manny Jacinto jako kpt. mar. pil. Billy „Fritz” Avalone, Jack Schumacher jako kpt. mar. pil. Neil „Omaha” Vikander, Jake Picking jako kpt. mar. pil. Brigham „Harvard” Lennox, Raymond Lee jako kpt. mar. pil. Logan „Yale” Lee, Kara Wang jako kpt. mar. pil. Callie „Halo” Bassett, Lyliana Wray jako Amelia Benjamin, Jean Louisa Kelly jako Sarah Kazansky i James Handy jako Jimmy.

## Produkcja

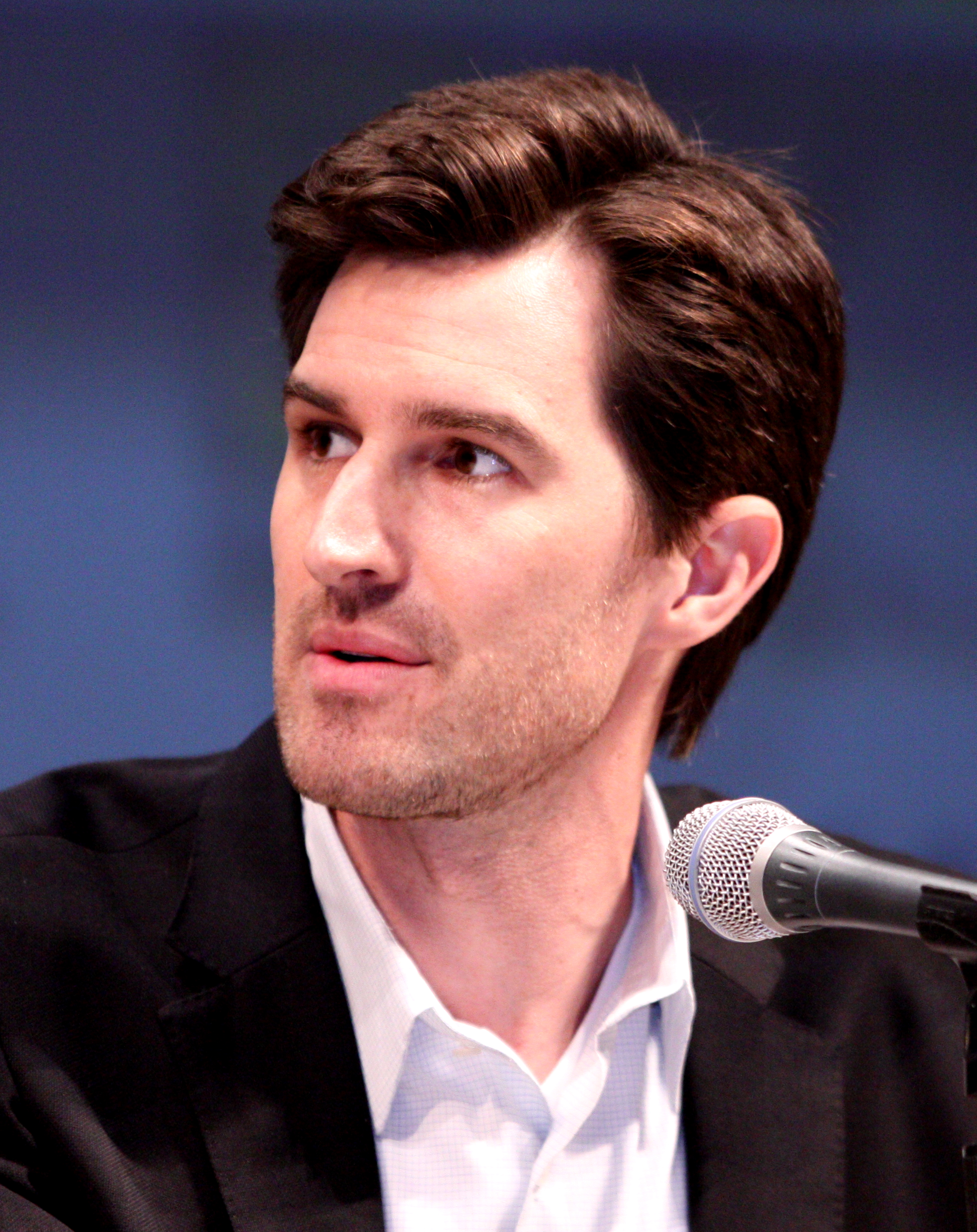
Joseph Kosinski, reżyser filmu

### Rozwój projektu
W 2010 roku wytwórnia Paramount Pictures złożyła producentowi Jerry’emu Bruckheimerowi i reżyserowi Tony’emu Scottowi propozycję nakręcenia sequela filmu Top Gun.
Scott i Tom Cruise, odtwórca głównej roli w poprzednim filmie, rozpoczęli prace nad produkcją, a w połowie 2012 roku gotowy był szkic scenariusza. Prace zostały jednak wstrzymane po samobójczej śmierci Scotta w 2012 roku. W 2013 roku Bruckheimer ujawnił, że Top Gun 2 nie został definitywnie anulowany, lecz zatrudniono nowego reżysera. W 2015 roku David Ellison z firmy Skydance potwierdził, że projekt jest w produkcji.
W maju 2017 roku ogłoszono, że film zostanie wyreżyserowany przez Josepha Kosinskiego, a wyprodukują go firmy Skydance, Jerry Bruckheimer i Tom Cruise. W wywiadzie, którego Cruise udzielił kilka tygodni później, ujawnił, że tytuł filmu będzie brzmiał Top Gun: Maverick.

### Casting
W styczniu 2016 roku potwierdzono udział Cruise’a w filmie, natomiast w czerwcu 2018 roku ogłoszono, że Val Kilmer ponownie wcieli się w rolę admirała Toma „Icemana” Kazansky’ego. W lipcu 2018 roku Miles Teller został obsadzony w roli syna Goose’a. Jeszcze w tym samym miesiącu do obsady filmu dołączyła Jennifer Connelly, która miała zagrać samotną matkę prowadzącą bar w pobliżu bazy marynarki wojennej.
W sierpniu 2018 roku ujawniono, że Glen Powell zagra pilota. W tym samym miesiącu do obsady dołączyli Monica Barbaro, Thomasin McKenzie, Charles Parnell, Jay Ellis, Bashir Salahuddin, Danny Ramirez, Ed Harris, Jon Hamm i Lewis Pullman. We wrześniu 2018 roku do obsady dołączył Manny Jacinto, a w październiku 2018 roku Kara Wang, Jack Schumacher, Greg Tarzan Davis, Jake Picking, Raymond Lee, Jean Louisa Kelly i Lyliana Wray, przy czym Wray zastąpiła McKenzie. W listopadzie 2018 roku do obsady dołączyła Chelsea Harris, jednak nie ujawniono jej roli. Kelly McGillis i Meg Ryan, które pojawiły się w poprzedniej części, nie zostały poproszone o pojawienie się w sequelu.
Lewis Hamilton otrzymał propozycję roli jednego z pilotów myśliwców, jednak odrzucił ofertę z powodu swoich zobowiązań w Formule 1.

### Zdjęcia i postprodukcja
Prace na planie rozpoczęły się w maju 2018 roku w San Diego. Pod koniec sierpnia na pokładzie lotniskowca USS „Abraham Lincoln” w Norfolk w stanie Wirginia kręcono sceny w kabinie pilotów. W połowie lutego 2019 roku Cruise i ekipa produkcyjna zostali zauważeni na pokładzie USS „Theodore Roosevelt” w Naval Air Station North Island. W marcu zdjęcia odbywały się w NAS Whidbey Island w Oak Harbor w stanie Waszyngton. Zdjęcia główne zakończyły się w połowie 2019 roku. Budżet produkcji wyniósł 170 milionów dolarów. Za zdjęcia odpowiadał Claudio Miranda, scenografią zajął się Jeremy Hindle, a kostiumy zaprojektowała Marlene Stewart. Montażem zajął się Eddie Hamilton, natomiast za efekty specjalne odpowiadali Scott R. Fisher oraz Ryan Tudhope.
Film został nakręcony w formacie IMAX przy użyciu certyfikowanych kamer Sony Venice 6K Full Frame. Kosinski zdradził, że kręcąc sceny w samolotach niektóre kamery były skierowane w stronę aktorów i do przodu, a niektóre zostały zamontowane na zewnątrz kokpitu. Wyjaśnił, że „widzowie muszą poczuć autentyczność, napięcie, prędkość i siły grawitacyjne, czyli coś, czego nie można osiągnąć za pomocą efektów wizualnych”.

## Muzyka
Muzykę do filmu skomponowali Harold Faltermeyer, Lorne Balfe, Lady Gaga i Hans Zimmer. Ścieżka dźwiękowa została wydana 27 maja 2022 roku nakładem wytwórni Interscope Records. Album otrzymał nominację do nagrody Grammy w kategorii najlepsza ścieżka dżwiękowa napisana dla Visual Media, natomiast znajdująca się na nim piosenka „Hold My Hand” nominację do Oscara oraz Grammy.
| Top Gun: Maverick (Music from the Motion Picture) – 2022 | Top Gun: Maverick (Music from the Motion Picture) – 2022 | Top Gun: Maverick (Music from the Motion Picture) – 2022                         | Top Gun: Maverick (Music from the Motion Picture) – 2022 | Top Gun: Maverick (Music from the Motion Picture) – 2022 |
| Nr                                                       | Tytuł utworu                                             | Autorzy                                                                          | Artysta                                                  | Długość                                                  |
| -------------------------------------------------------- | -------------------------------------------------------- | -------------------------------------------------------------------------------- | -------------------------------------------------------- | -------------------------------------------------------- |
| 1.                                                       | „Main Titles (You’ve Been Called Back to Top Gun)”       | Harold Faltermeyer                                                               |                                                          | 2:30                                                     |
| 2.                                                       | „Danger Zone”                                            | Giorgio Moroder, Tom Whitlock                                                    | Kenny Loggins                                            | 3:36                                                     |
| 3.                                                       | „Darkstar”                                               | Faltermeyer, Lorne Balfe                                                         |                                                          | 3:01                                                     |
| 4.                                                       | „Great Balls of Fire” (Live)                             | Jack Hammer, Otis Blackwell                                                      | Miles Teller                                             | 1:55                                                     |
| 5.                                                       | „You’re Where You Belong / Give ‘Em Hell”                | Hans Zimmer, Michael Tucker, Stefani Germanotta                                  |                                                          | 5:46                                                     |
| 6.                                                       | „I Ain’t Worried”                                        | Björn Yttling, Brent Kutzle, John Eriksson, Peter Morén, Ryan Tedder, Tyler Spry | OneRepublic                                              | 2:28                                                     |
| 7.                                                       | „Dagger One is Hit / Time to Let Go””                    | Faltermeyer, Zimmer, Balfe, Max Aruj                                             |                                                          | 5:06                                                     |
| 8.                                                       | „Tally Two / What’s the Plan / F-14”                     | Andrew Kawczynski, Zimmer, Balfe                                                 |                                                          | 4:34                                                     |
| 9.                                                       | „The Man, the Legend / Touchdown”                        | Zimmer, Faltermeyer, Tucker, Germanotta                                          |                                                          | 3:54                                                     |
| 10.                                                      | „Penny Returns” (interlude)                              | Zimmer, Tucker, Germanotta                                                       |                                                          | 2:47                                                     |
| 11.                                                      | „Hold My Hand”                                           | Tucker, Germanotta                                                               | Lady Gaga                                                | 3:45                                                     |
| 12.                                                      | „Top Gun Anthem”                                         | Faltermeyer                                                                      | Harold Faltermeyer, Steve Stevens                        | 4:13                                                     |
|                                                          |                                                          |                                                                                  |                                                          | 43:35                                                    |

## Wydanie
Film miał swoją światową premierę 28 kwietnia 2022 roku podczas CinemaCon, a 4 maja zadebiutował w San Diego Civic Theatre w San Diego. Film został również pokazany 18 maja na Festiwalu Filmowym w Cannes, gdzie otrzymał pięciominutową owację na stojąco od publiczności. Następnego dnia film zadebiutował w Royal Film Performance na Leicester Square w Londynie, gdzie obsada spotkała się z księciem Wilhelmem i księżną Katarzyną. W Stanach Zjednoczonych premiera odbyła się 27 maja 2022 roku. Tego samego dnia produkcja zadebiutowała w Polsce. Pierwotnie film miał się ukazać 12 lipca 2019 roku, ale został opóźniony do 26 czerwca 2020 roku, w celu dokręcenia kilku skomplikowanych sekwencji akcji. W marcu 2020 roku studio Paramount przesunęło premierę o dwa dni wcześniej – na 24 czerwca 2020 roku, lecz następnie opóźniono ją do 23 grudnia z powodu trwającej pandemii COVID-19. 23 lipca 2020 roku film został ponownie opóźniony do 2 lipca 2021 roku z powodu niedogodnych harmonogramów oraz wzrostu liczby przypadków COVID-19. Premierę następnie przesunięto na 19 listopada 2021 roku i finalnie na maj 2022 roku.
Apple TV+ próbowało kupić prawa do dystrybucji filmu, lecz studio Paramount odmówił ich sprzedaży. Podczas pokazu filmu w Cannes, Cruise powiedział, że film nie trafi na platformy streamingowe. Paramount Studios zdecydowało, że Top Gun: Maverick będzie wyświetlany w kinach przez dłuższy czas ze względu dobre wyniki kasowe filmu. 23 sierpnia 2022 produkcja została wydana w wersji cyfrowej, w standardowej rozdzielczości, HD i UHD, a wydanie w wersjach 4K Ultra HD, Blu-ray i DVD zapowiedziano na 1 listopada 2022 roku w Stanach Zjednoczonych i 31 października 2022 roku w Wielkiej Brytanii.

## Odbiór

### Box office
Do 19 sierpnia 2022 roku film zarobił 677 milionów dolarów w Stanach Zjednoczonych i Kanadzie oraz 704 miliony w innych krajach, co daje łącznie około 1,4 miliarda dolarów przychodów z biletów.
17 czerwca, Top Gun: Maverick stał się najlepiej zarabiającym filmem w karierze Cruise’a, poprawiając wynik Mission: Impossible – Fallout (791,1 miliona dolarów). 26 czerwca Top Gun: Maverick przekroczył próg 1 miliarda dolarów, stając się drugim filmem od wybuchu pandemii COVID-19 (po Spider-Man: Bez drogi do domu), który tego dokonał, a także wyprzedzając film Doktor Strange w multiwersum obłędu jako najlepiej zarabiający film 2022 roku. W styczniu 2023 stracił ten tytuł na rzecz filmu Avatar: Istota wody.

### Reakcje krytyków
Film spotkał się z pozytywnymi recenzjami krytyków. W serwisie Rotten Tomatoes 96% z 469 recenzji uznano za pozytywne, a średnia ocen wystawionych na ich podstawie wyniosła 8,2/10. Na agregatorze Metacritic średnia ważona ocen z 63 recenzji wyniosła 78 na 100 punktów. Według serwisu CinemaScore, zajmującego się mierzeniem atrakcyjności filmów w Stanach Zjednoczonych, publiczność przyznała mu ocenę „A+” w skali od A+ do F. W badaniu przeprowadzonym przez konkurencyjny PostTrak 96% widowni przyznała pozytywną ocenę, a 84% publiczności „zdecydowanie poleca” film.
Peter Debruge z magazynu „Variety” chwalił efekty praktyczne i napisał, że film „odzwierciedla postać Cruise’a w przekraczaniu granic tego, co maszyna może zrobić – maszyna w tym przypadku to kino, które wzbija się w niebo jak żaden inny blockbuster”. Uznał też, że „Top Gun: Maverick spełnia nasze marzenia o tym, by poszybować naprawdę szybko, naprawdę daleko nad ziemią – co wcześniejszy film bezbłędnie określił jako «potrzebę prędkości»”. David Rooney z „The Hollywood Reporter” pochwalił muzykę i efekty praktyczne oraz stwierdził, że jest to „znakomity sequel wyreżyserowany przez Josepha Kosinskiego z wirtuozerskim kunsztem technicznym, propulsywnym tempem i trzymającymi w napięciu sekwencjami lotniczymi”. Tymczasem Peter Bradshaw z pisma „The Guardian” wystawił filmowi trzy gwiazdki z pięciu, argumentując swą decyzję konserwatywnym przesłaniem filmu: „W tym filmie jest mnóstwo popisowej akcji z udziałem pilotów myśliwców, ale o dziwo nie ma w nim homoerotycznego napięcia, które w tamtych czasach sprawiało, że faceci ustawiali się w kolejkach do budek rekrutacyjnych marynarki wojennej ustawionych w kinowych foyer. Co jeszcze dziwniejsze, jest on [Top Gun: Maverick] w rzeczywistości mniej postępowy w kwestiach płci niż oryginalny film”.
Michał Walkiewicz z portalu Filmweb ocenił film na siedem punktów z dziesięciu i napisał: „Top Gun: Maverick to, na dobre i na złe, kino zanurzone w przeszłości po samą szyję” i stwierdził, że „czasami bywa to rozczulające, kiedy twórcy odtwarzają kadr po kadrze pamiętne sceny z oryginału”. Michał Jarecki z portalu Spider’s Web wystawił osiem punktów z dziesięciu, stwierdzając, że „włożona w realizację scen powietrznych praca, konsekwentne unikanie green screenu i godny wszystkich filmowych nagród świata montaż zaowocowały prawdopodobnie najintensywniejszą, najbardziej immersyjną, realistyczną i oszałamiającą podniebną sekwencją akcji w historii kina” i uznał, że produkcja jest lepsza od poprzedniej części. Dawid Muszyński z portalu naEkranie.pl wystawił dziewięć punktów na dziesięć możliwych, pisząc: „Bezapelacyjnie Top Gun: Maverick można wpisać na krótką listę znakomitych kontynuacji, które swoim poziomem wcale nie ustępują pierwowzorom”. Chwalił także muzykę i zdjęcia.

### Nagrody i nominacje
| Nagroda                                       | Kategoria                                                    | Nominowani                                                                   | Wynik     | Źródło          |
| --------------------------------------------- | ------------------------------------------------------------ | ---------------------------------------------------------------------------- | --------- | --------------- |
| Nagroda Akademii Filmowej (Oscar)             | Najlepszy film                                               | Tom Cruise, Christopher McQuarrie, David Ellison, Jerry Bruckheimer          | Nominacja | [ 105 ]         |
| Nagroda Akademii Filmowej (Oscar)             | Najlepszy scenariusz adaptowany                              | Ehren Kruger, Eric Warren Singer, Christopher McQuarrie                      | Nominacja | [ 105 ]         |
| Nagroda Akademii Filmowej (Oscar)             | Najlepsza piosenka oryginalna                                | Lady Gaga i BloodPop za „Hold My Hand”                                       | Nominacja | [ 105 ]         |
| Nagroda Akademii Filmowej (Oscar)             | Najlepszy dźwięk                                             | Mark Weingarten, James H. Mather, Al Nelson, Chris Burdon, Mark Taylor       | Wygrana   | [ 105 ]         |
| Nagroda Akademii Filmowej (Oscar)             | Najlepszy montaż                                             | Eddie Hamilton                                                               | Nominacja | [ 105 ]         |
| Nagroda Akademii Filmowej (Oscar)             | Najlepsze efekty specjalne                                   | Ryan Tudhope, Seth Hill, Bryan Litson, Scott R. Fisher                       | Nominacja | [ 105 ]         |
| Nagroda Brytyjskiej Akademii Filmowej (BAFTA) | Najlepsze zdjęcia                                            | Claudio Miranda                                                              | Nominacja | [ 106 ]         |
| Nagroda Brytyjskiej Akademii Filmowej (BAFTA) | Najlepszy montaż                                             | Eddie Hamilton                                                               | Nominacja | [ 106 ]         |
| Nagroda Brytyjskiej Akademii Filmowej (BAFTA) | Najlepszy dźwięk                                             | Mark Weingarten, James H. Mather, Al Nelson, Chris Burdon, Mark Taylor       | Nominacja | [ 106 ]         |
| Nagroda Brytyjskiej Akademii Filmowej (BAFTA) | Najlepsze efekty specjalne                                   | Ryan Tudhope, Seth Hill, Bryan Litson, Scott R. Fisher                       | Nominacja | [ 106 ]         |
| Złoty Glob                                    | Najlepszy dramat                                             | Top Gun: Maverick                                                            | Nominacja | [ 107 ]         |
| Złoty Glob                                    | Najlepsza piosenka oryginalna                                | Lady Gaga i BloodPop za „Hold My Hand”                                       | Nominacja | [ 107 ]         |
| Nagroda Grammy                                | Najlepsza kompilacyjna ścieżka muzyczna w formach wizualnych | Harold Faltermeyer, Lady Gaga, Hans Zimmer, Lorne Balfe za Top Gun: Maverick | Nominacja | [ 108 ]         |
| Nagroda Grammy                                | Najlepsza piosenka napisana specjalnie dla formy wizualnej   | Lady Gaga i BloodPop za „Hold My Hand”                                       | Nominacja | [ 108 ]         |
| MTV Movie Award                               | Najlepszy film                                               | Top Gun: Maverick                                                            | Nominacja | [ 109 ]         |
| MTV Movie Award                               | Najlepsza rola                                               | Tom Cruise                                                                   | Nominacja | [ 109 ]         |
| MTV Movie Award                               | Najlepszy bohater                                            | Tom Cruise                                                                   | Nominacja | [ 109 ]         |
| MTV Movie Award                               | Najlepszy duet                                               | Tom Cruise, Miles Teller                                                     | Nominacja | [ 109 ]         |
| MTV Movie Award                               | Najlepsza piosenka                                           | Lady Gaga i BloodPop za „Hold My Hand”                                       | Nominacja | [ 109 ]         |
| People’s Choice Award                         | Ulubiony film akcji                                          | Top Gun: Maverick                                                            | Wygrana   | [ 110 ]         |
| People’s Choice Award                         | Ulubiony film                                                | Top Gun: Maverick                                                            | Nominacja | [ 110 ]         |
| People’s Choice Award                         | Ulubiony aktor filmowy                                       | Tom Cruise                                                                   | Nominacja | [ 110 ]         |
| People’s Choice Award                         | Ulubiony aktor filmowy                                       | Miles Teller                                                                 | Nominacja | [ 110 ]         |
| People’s Choice Award                         | Ulubiona gwiazda kina akcji                                  | Tom Cruise                                                                   | Nominacja | [ 110 ]         |
| Nagroda Satelita                              | Najlepszy dramat                                             | Top Gun: Maverick                                                            | Wygrana   | [ 111 ] [ 112 ] |
| Nagroda Satelita                              | Najlepszy reżyser                                            | Joseph Kosinski                                                              | Nominacja | [ 111 ] [ 112 ] |
| Nagroda Satelita                              | Najlepszy aktor w dramacie                                   | Tom Cruise                                                                   | Nominacja | [ 111 ] [ 112 ] |
| Nagroda Satelita                              | Najlepszy scenariusz adaptowany                              | Ehren Kruger, Eric Warren Singer, Christopher McQuarrie                      | Nominacja | [ 111 ] [ 112 ] |
| Nagroda Satelita                              | Najlepsze zdjęcia                                            | Claudio Miranda                                                              | Wygrana   | [ 111 ] [ 112 ] |
| Nagroda Satelita                              | Najlepszy montaż                                             | Eddie Hamilton                                                               | Nominacja | [ 111 ] [ 112 ] |
| Nagroda Satelita                              | Najlepsza muzyka                                             | Harold Faltermeyer, Lady Gaga, Hans Zimmer, Lorne Balfe za Top Gun: Maverick | Nominacja | [ 111 ] [ 112 ] |
| Nagroda Satelita                              | Najlepsza piosenka                                           | Lady Gaga i BloodPop za „Hold My Hand”                                       | Wygrana   | [ 111 ] [ 112 ] |
| Nagroda Satelita                              | Najlepszy dźwięk                                             | Mark Weingarten, James H. Mather, Al Nelson, Chris Burdon, Mark Taylor       | Wygrana   | [ 111 ] [ 112 ] |
| Nagroda Satelita                              | Najlepsze efekty specjalne                                   | Ryan Tudhope, Seth Hill, Bryan Litson, Scott R. Fisher                       | Nominacja | [ 111 ] [ 112 ] |
| Nagroda Saturn                                | Najlepszy film akcji / przygodowy                            | Top Gun: Maverick                                                            | Wygrana   | [ 113 ] [ 114 ] |
| Nagroda Saturn                                | Najlepszy aktor                                              | Tom Cruise                                                                   | Wygrana   | [ 113 ] [ 114 ] |
| Nagroda Saturn                                | Najlepszy montaż                                             | Eddie Hamilton                                                               | Wygrana   | [ 113 ] [ 114 ] |
| Nagroda Saturn                                | Najlepsza reżyseria                                          | Joseph Kosinski                                                              | Nominacja | [ 113 ] [ 114 ] |
| Nagroda Saturn                                | Najlepsze efekty specjalne                                   | Ryan Tudhope, Seth Hill, Bryan Litson, Scott R. Fisher                       | Nominacja | [ 113 ] [ 114 ] |